# David Fernández (calciatore 2006)
David Emanuel Fernández Fariña (5 gennaio 2006) è un calciatore paraguaiano, attaccante del Sol de América.

## Carriera

### Club
È cresciuto nel settore giovanile del Sol de América, con cui ha debuttato il 9 maggio 2023 nell'incontro di División Intermedia perso 2-1 contro il Dep. Santaní realizzando al contempo la sua prima rete. Poche settimane dopo è passato in prestito allo Sportivo Trinidense con cui ha giocato in prima divisione fino a dicembre.
Rientrato al Sol de América, nel frattempo promosso in División Profesional, ha iniziato a giocare con continuità.

### Nazionale
Nel 2023 con la nazionale paraguaiana Under-17 ha partecipato al campionato sudamericano di categoria.
Nel 2025 ha partecipato al campionato sudamericano Under-20, nel quale ha giocato 8 partite e segnato un gol.

## Statistiche

### Presenze e reti nei club
Statistiche aggiornate al 23 gennaio 2025.
| Stagione        | Squadra             | Campionato      | Campionato | Campionato | Coppe nazionali | Coppe nazionali | Coppe nazionali | Coppe continentali | Coppe continentali | Coppe continentali | Altre coppe | Altre coppe | Altre coppe | Totale | Totale | Totale |
| Stagione        | Squadra             | Comp            | Pres       | Reti       | Comp            | Pres            | Reti            | Comp               | Pres               | Reti               | Comp        | Pres        | Reti        | Pres   | Reti   |        |
| --------------- | ------------------- | --------------- | ---------- | ---------- | --------------- | --------------- | --------------- | ------------------ | ------------------ | ------------------ | ----------- | ----------- | ----------- | ------ | ------ | ------ |
| 2023            | Sol de América      | SD              | 4          | 1          | CP              | 0               | 0               | -                  | -                  | -                  | -           | -           | -           | 4      | 1      |        |
| 2023            | Sportivo Trinidense | PD              | 16         | 2          | CP              | 0               | 0               | -                  | -                  | -                  | -           | -           | -           | 16     | 2      |        |
| 2024            | Sol de América      | PD              | 28         | 1          | CP              | 0               | 0               | -                  | -                  | -                  | -           | -           | -           | 28     | 1      |        |
| Totale carriera | Totale carriera     | Totale carriera | 32         | 2          |                 | 0               | 0               |                    | -                  | -                  |             | -           | -           | 32     | 2      |        |
| Totale carriera | Totale carriera     | Totale carriera | 48         | 4          |                 | 0               | 0               |                    | -                  | -                  |             | -           | -           | 48     | 4      |        |